# Орден Святого Юрія Переможця
Орден Святого Юрія Переможця (орден Георгія Побідоносця) — нагорода Української православної церкви Київського патріархату. Девіз Ордену — «За боротьбу зі злом».
Орденом Святого Юрія (Георгія) нагороджуються духовенство, військовослужбовці з числа офіцерського складу, державні діячі за заслуги з відродження духовності в Україні та утвердження Помісної Української Православної Церкви. Значна частина нагороджених військовослужбовців брала участь у проведенні бойових операцій по захисту Батьківщини.
Знак ордену — металевий Георгіївський хрест поверх зірки у формі октограми. Краї хреста, покритого білою емаллю, мають червоне обрамлення. В центрі нагороди міститься зображення вершника (Юрія Переможця), який за допомогою списа перемагає змія. Указ про нагородження має бути підписаний Патріархом Київським та всієї Руси-України.